# Ampedus hjorti
Ampedus hjorti is een keversoort uit de familie kniptorren (Elateridae). De wetenschappelijke naam van de soort is voor het eerst geldig gepubliceerd in 1905 door B. G. Rye.